# 松叶耳草
松叶耳草（学名：Hedyotis pinifolia），为茜草科耳草属下的一个植物种。